# 肥貓正傳
《肥貓正傳》（英語：Forrest Cat），香港亞洲電視製作的時裝電視劇，全劇共30集，1997年本港台首播，故事策劃鄭則士，監製譚朗昌。劇集版權現由華特迪士尼公司持有。

## 故事大綱
肥貓（鄭則士飾）本姓黎，未出生之前父親就去世，小時候因嚴重黃膽引致腦部神經損壞而變成中度智障人士，被黎家親戚嫌棄；由母親梁淑貞（鮑起靜飾）帶往長洲定居，獨力把他撫養成人。為免肥貓因為沒有父親而自卑，貓媽騙他父親是海員、長期出海「賣鹹鴨蛋」賺美金。貓媽有一妹梁月好（饒芷昀飾），育有一子即肥貓的表弟。肥貓的表弟經常欺負肥貓。後來貓媽帶肥貓遷出市區居住，在社工康春明（江美儀飾）的協助下，肥貓於庇護工場工作。後來肥貓遇上輕度智障人士李少芳（寶珮如飾），發展出一段純真的愛情...... 由於庇護工場迫遷，肥貓最後與李少芳接手外父的茶餐廳。

## 收視率
本劇劇情貼地非常，有笑有淚，結局周有15點收視點；而大結局在周末播映，收視點更達20點，是亞視當年最佳成績，被視為逼使競爭對手無綫電視腰斬同期劇集《大刺客》（該劇其中一單元同為鄭則士主演）的原因之一。

## 演員表
| 演員   | 角色   | 暱稱/關係 |
| 鄭則士 | 黎定安 | 肥 貓 中度智障人士 梁淑貞之子 曾在庇護工場工作 曾在董浩田家中任職園丁（花王） 任職小販 曾暗戀康春明 阿芳之男友，後為其夫 小貓之父 由於庇護工場清拆，最後與阿芳接手外母的茶餐廳經營。 |
| 寶珮如 | 李少芳 | 阿 芳 輕度智障人士 在母親經營的茶餐廳工作 肥貓之女友，後為其妻 小貓之母 於第21集出現 最後與肥貓繼承母親的茶餐廳經營。                                                                |
| 鮑起靜 | 梁淑貞 | 貓 媽 黎 太 肥貓之母 梁月好之姊 阿芳之奶奶 小貓之祖母 曾在興發針織廠、醫院及董浩田家中工作 任職小販 於第30集因急性腎炎而離世                                                         |
| 梁錦燊 | 董偉燊 | 梁月好之夫 肥貓之姨父 |
| 饒芷昀 | 梁月好 | 梁淑貞之妹 董偉燊之妻 肥貓之小姨 |
| 江美儀 | 康春明 | Connie 社工 曾幫助肥貓、梁淑貞及沈家琪 莊永佳之第一任女友，後來分手 |
| 王嘉明 | 沈家琪 | KK 沈樹根、謝惠嫻之女 肥貓之好友 曾因高買被判入女童院 曾暗戀董世豪 |
| 甘 山  | 全 叔  | 李 姓 阿芳之父 肥貓之岳父 小貓之外公 |
| 梁 珊  | 三 妹  | 阿芳之母 肥貓之岳母 經營茶餐廳 小貓之外婆 |
| 秦啟維 | PAK    | 曾為沈家琪之男友，後分手 |
| 鄧浩光 | 莊永佳 | 香港大學畢業 從事電腦遊戲創作 康春明之男友，後來分手 曾為DONNA之男友，後來分手 |
| 黃樹棠 | 沈樹根 | 沈家琪之父 謝惠嫻之夫 肥貓之乾父 地盤工人 |
| 斑 斑  | 謝惠嫻 | 沈家琪之母 沈樹根之妻 肥貓之乾母 菜小販 |
| 張文慈 | DONNA  | 丁 姓 丁澤邦之女 莊永佳之第二任女友 康春明之好友兼情敵 |
| 甄志強 | 董世豪 | 董浩田之子 曾留學美國 曾堅持要拆庇護工場，後因其父而改變主意 追求康春明 |
| 吳浣儀 | 程秀雲 | Betty 康春明之母 經營花店 |
| 夏春秋 | 丁澤邦 | DONNA父親 |
| 李俊德 | 董金水 | 董偉燊、梁月好之子 肥貓之表弟 |
| 周兆麟 | 阿 麟  | 庇護工場之弱智人士 |
| 龍天生 | 阿 生  | 庇護工場之弱智人士 曾和肥貓不和，後和好 |
| 馮麗嫦 | 馮姑娘 | 庇護工場之導師 |
| 陳麗雲 | 雲 姨  | 興發針織廠之員工 |
| 吳曼麗 | 阿 麗  | 興發針織廠之員工 |
| 黃美芬 | 阿 蓮  | 興發針織廠之員工 |
| 王清河 | 阿 祥  | 興發針織廠之員工 |
| 羅清浩 | 周柱石 | 董世豪之表姐夫 曾為興發針織廠之廠長，後因虧空公款被董世豪解雇及舉報 |
| 江 圖  | 區智賢 | 庇護工場之主任 |
| 嘉 俊  | 麥競成 | 莊永佳之同事，後和莊永佳一起創立公司 |
| 宗 揚  | PAUL   | 莊永佳之同事 |
| 煒 烈  | 煒 正  | 莊永佳之上司，和他不和 |
| 石中玉 | 方華俊 | |
| 譚少英 | 王姑娘 | 護士長 幫助梁淑貞及肥貓定居九龍城及接受社會福利署援助 |
| 莊欣玲 | 豆 釘  | |
| 梁碧芝 | 阿 華  | |
| 林美華 | 阿 思  | |
| 岑淑姬 | APPLE  | |
| 關偉倫 | 鄭富杰 | |
| 楊澤霖 | 董浩田 | 有錢伯伯 董世豪、董鳳英、董鳳儀之父 曾聘請梁淑貞及肥貓在家中工作 曾想娶梁淑貞為妻，但被婉拒                                                                                          |
| 謝寬容 | 董鳳英 | 董浩田之女，董世豪之姊 |
| 萬斯敏 | 董鳳儀 | 董浩田之女，董世豪之姊 |
| 黃璦瑤 | ELAINE | 董世豪之秘書 |
| 羅 烈  | 彪 哥  | 曾想娶李少芳為妻，但結婚當晚她逃婚，後被全叔趕走 |
| 鄭恕峰 |        | |
| 劉錫賢 |        | 婚姻註冊處之員工 |
| 袁文傑 | Aaron  | 健身教練 DONNA的邂逅對象，在她遇劫時救回其 |

## 備註
1. ↑  按片尾演員名單確定為王嘉明，而非黃嘉明。